# Slaná (řeka)
Slaná (maďarsky Sajó [šajó]) je řeka tekoucí ze Slovenska (Košický a Banskobystrický kraj) do Maďarska (župa Borsod-Abaúj-Zemplén). Je to významný pravostranný přítok Tisy (povodí Dunaje). Délka činí 229 km a povodí má rozlohu 12 700 km². Řeka je osou historických území Gemer a Boršod a odvodňuje většinu středovýchodního Slovenska. Největším městem na toku je maďarský Miskolc, na Slovensku pak Rožňava. Slaná se vlévá do Tisy poblíž Tiszaújvárose, krátce poté, co přijme svůj největší přítok Hornád.
Při soutoku Slané a Hornádu u vesnice Muhi (či Mohi) se roku 1241 odehrála významná bitva (zvaná někdy „bitvou u řeky Slané“) mezi uherským vojskem a mongolskými nájezdníky.

## Průběh toku
Pramení ve Stolických vrších, v podcelku Stolica, na severním úpatí vrchu Stolica (1476,4 m n. m.) v nadmořské výšce přibližně 1280 m. Nejprve teče na sever a severovýchod Slanskou dolinou, zleva přibírá Trsteník, pokračuje na východ a vstupuje do Revúcké vrchoviny, podcelku Dobšinské predhorie. Protéká bažinatou oblastí, z pravé strany přibírá Mlynnou a teče okrajem obce Rejdová a poté přes Vyšnou Slanou. Níže přibírá zleva Dobšinský potok a zatáčí na jihovýchod. Koryto se rozšiřuje a stejně tak i říční údolí. U obce Vlachovo přibírá z levé strany Vlachovský potok a mění směr toku více na jih, teče okrajem obcí Gočovo, Nižnoslanská Baňa a Nižná Baňa, kde přibírá pravostranný Kobeliarovský potok. Řeka se následně velkým obloukem stáčí na jihovýchod, zprava do ní ústí Pališov potok, protéká přes obec Henckovce, zase zprava přibírá Dolinský potok a vtéká na katastrální území obce Gemerská Poloma, kde zleva přibírá Súľovský potok. Dále teče kolem Betliaru, přibírá levostranný Krivý potok a protéká okrajem Nadabuly, kde se prudce stáčí, teče na jih a vstupuje do Rožňavské kotliny.
Následně protéká územím města Rožňava, zleva přibírá Rožňavský potok a stáčí se na jihozápad. Teče okrajem obce Brzotín, kde přibírá nejprve zprava Honský potok, potom zleva Čremošnou (257,0 m n. m.) a také Egrešský potok z levé strany. Opouští Rožňavskou kotlinu a dále teče širokým a hlubokým údolím mezi Silickou planinou na levém břehu a Plešivskou planinou na pravém břehu. Tady se opět stáčí více k jihu, teče kolem obce Slavec a osady Gombasek, za kterou se prudce ohýbá a teče na krátkém úseku jihozápadním směrem okolo osady Vidová. Potom vtéká na území obce Plešivec, kde do ní ústí pravostranný Štítnik. U výběžku Koniarské planiny se stáčí zase na jih a vstupuje do Rimavské kotliny. Na pravé straně se odděluje boční rameno, které se znovu připojuje u Gemerské Hôrky. Dále přibírá zleva Ardovský potok, teče mezi obcí Bohúňovo na levém břehu a osadou Tiba na pravém břehu. Vytváří meandry a ze severu obtéká obec Čoltovo. Mezi Čoltovem a sousední Bretkou teče jihozápadním směrem a přibírá zleva Sograd a u Bretky pravostranný Muráň.
Zase teče na jih podél Gemerské Panice a Gemeru, kde přibírá levostrannou Lapšu, potom protéká přes město Tornaľa, kde nejprve v blízkosti centra přibírá zprava Činču a v jižní části (u místní části Králik) významný pravostranný přítok Turiec (169,4 m n. m.). Od tohoto místa teče obklopená ochrannými hrázemi na obou březích. Protéká kolem obce Včelince, kde zleva ústí Hubovský potok a okolo Ruminiec, kde přibírá pravostranný přítok Kaloša.
Koryto se zde neustále vlní a vytváří také několik slepých ramen. Níže přibírá u obce Štrkovec Konský potok zleva, teče v blízkosti obcí Riečka a Kráľ, kde zleva přibírá Neporadzský potok a následně nedaleko Abovců přibírá i Lúčku z pravé strany. Protéká okrajem Lenartovců, přibírá svůj nejvýznamnější přítok na Slovensku, Rimavu zprava, a stáčí se na východ.
Zde Slaná opouští území Slovenska (195,0 m n. m.) a dále teče přes území Maďarska, meandrujícím nížinným tokem. Nejvýznamnější přítoky v Maďarsku jsou zprava Hangony, zleva Bodva a zejména Hornád, na soutoku řeka značně delší a srovnatelně mohutná. Nejvýznamnější město na řece v Maďarsku je Miskolc, další města na toku jsou Putnok, Kazincbarcika, Sajószentpéter, Felsőzsolca, Alsózsolca. Posledních 9 km Slané (od vesnice Kesznyéten) protéká původním korytem Tisy, která byla po zregulování a napřímení odkloněna více na východ. Tím byl přemístěn i jejich soutok, který se dnes nachází na katastru města Tiszaújváros, poblíž vesnice Tiszagyulaháza.

### Přítoky
- zleva
  -  Trsteník, Skalný potok, Krokovský potok, Dobšinský potok, Vlachovský potok, Súľovský potok, Krivý potok, Rožňavský potok, Čremošná, Ardovský potok, Sograd, Lapša, Činča, Hubovský potok, Konský potok, Neporadzský potok.
  -  Kelemér-patak, Szörnyű-völgyi-patak, Zsuponyó, Galgóci-patak, Szuha, Bodva, Hornád, Takta.
- zprava
  -  Rovňanský potok, Mlynná, Potôčik, Žoltkovský potok, Kobeliarovský potok, Pališov potok, Dolinský potok, Honský potok, Egrešský potok, Štítnik, Muráň, Gemerský potok, Turiec, Kaloša, Lúčka, Rimava.
  -  Hangony-patak, Mercse-patak, Bán-patak, Tardona-patak, Alacska-patak, Harica, Bábony-patak, Szinva.

## Vodní režim
Zdroj vody je převážně dešťový. Průměrný průtok činí u Čoltova 8,5 m³/s, u Lenartovců 14,5 m³/s a v ústí 60 m³/s. Nejvyšší je v létě a na podzim. Zamrzá každý rok na 1 až 2 měsíce.

## Galerie

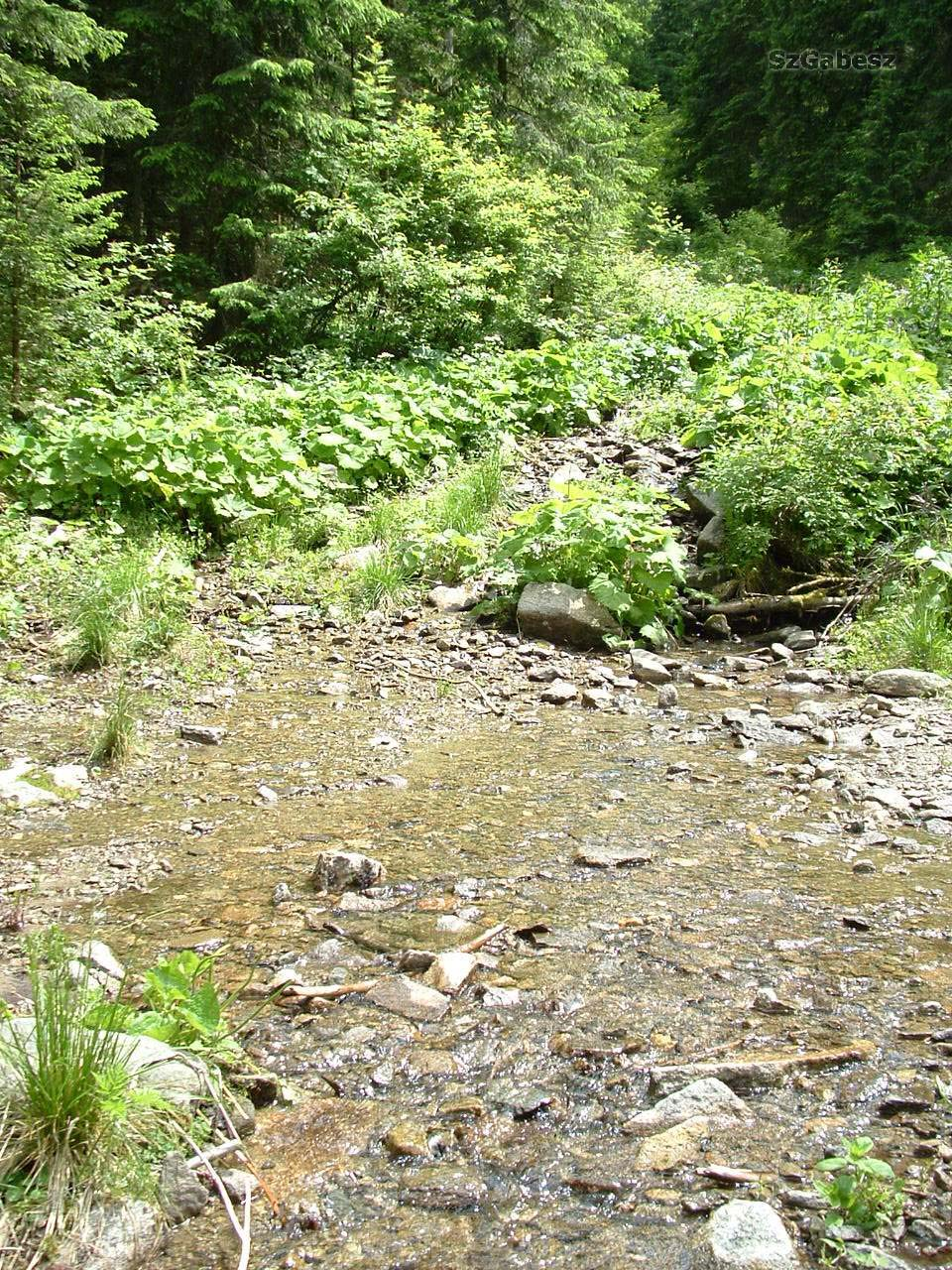
Prameniště Slané ve Stolických vrších
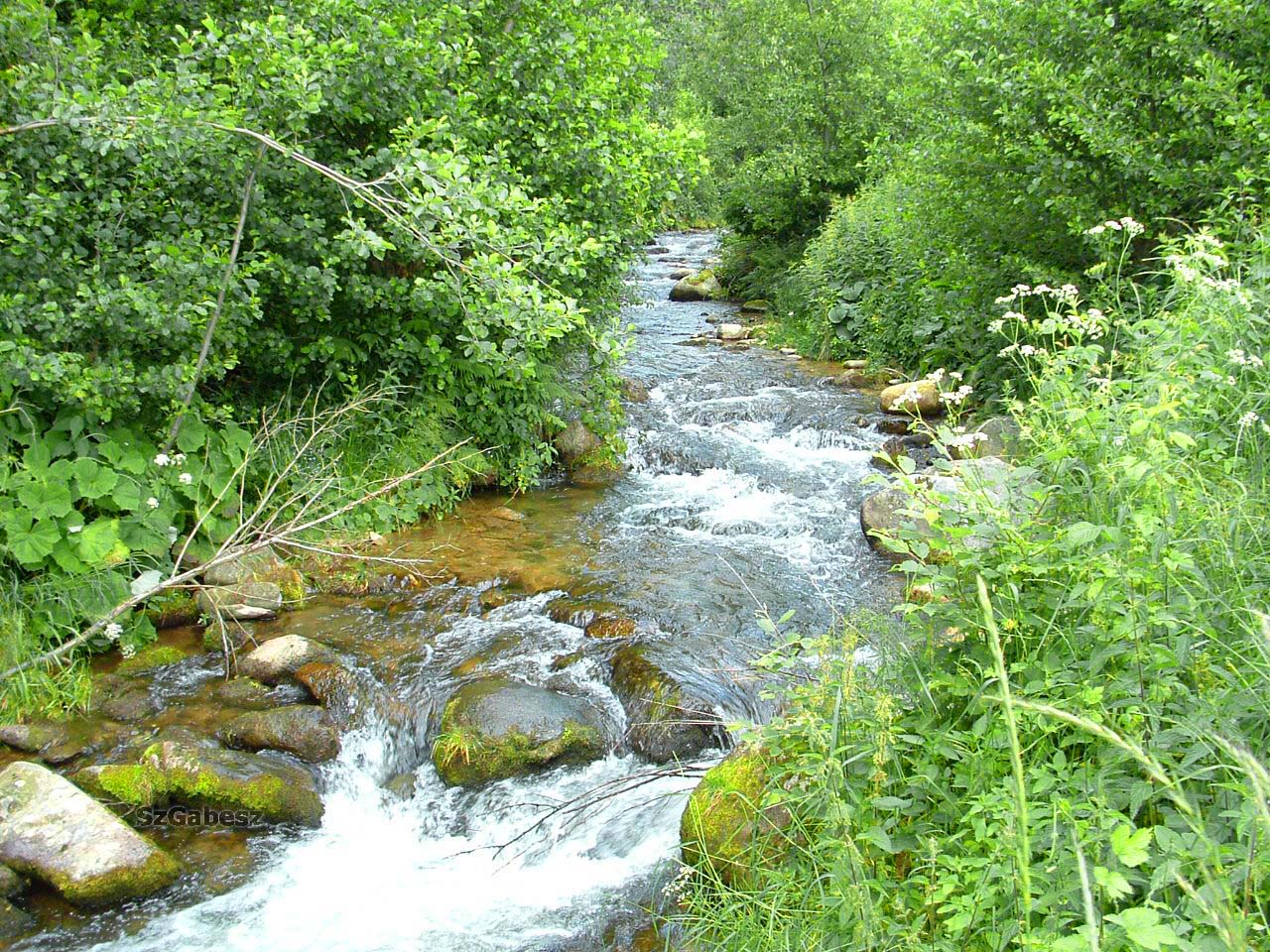
Horní tok na Slovensku
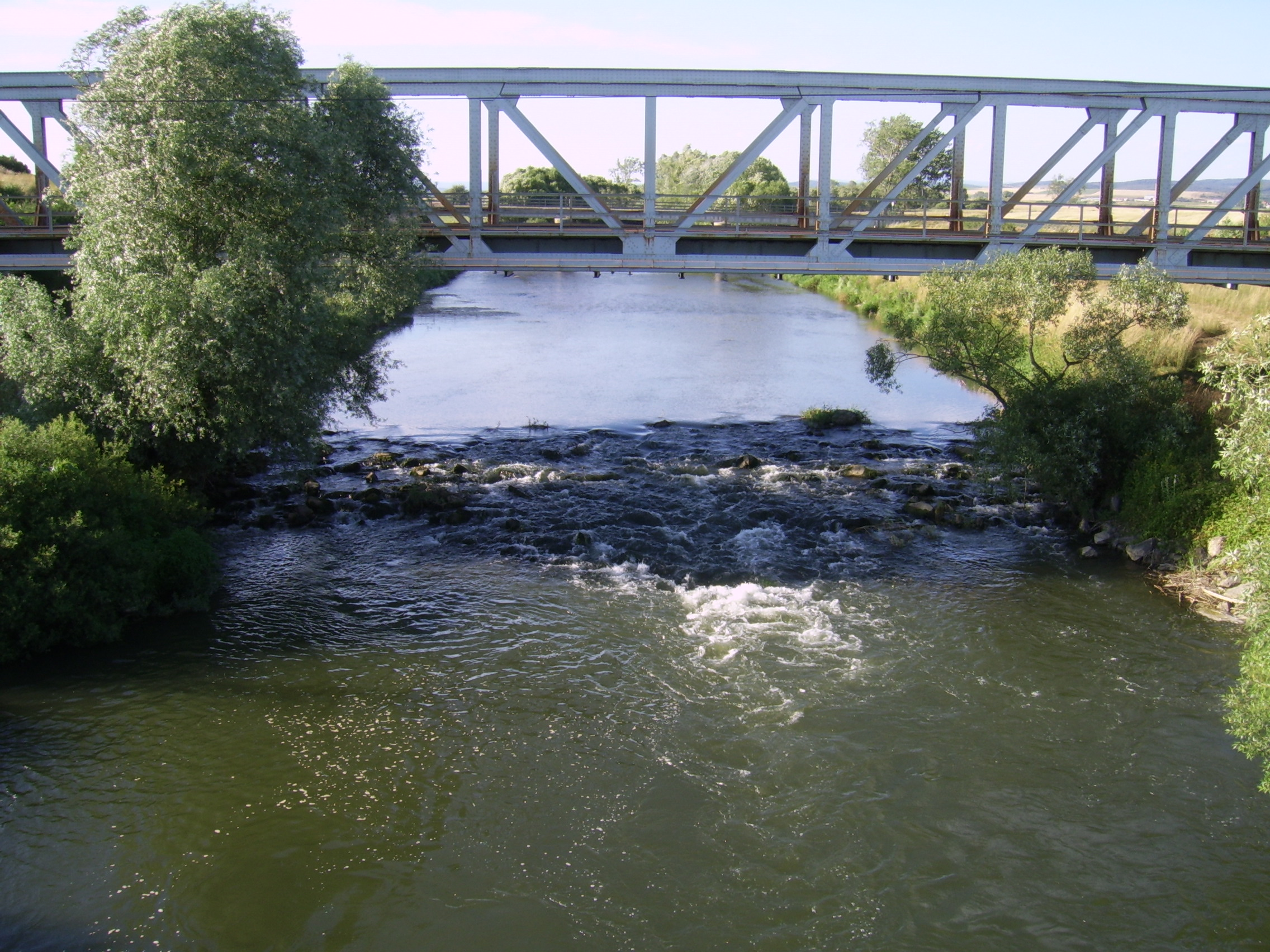
Řeka poblíž slovensko-maďarské hranice
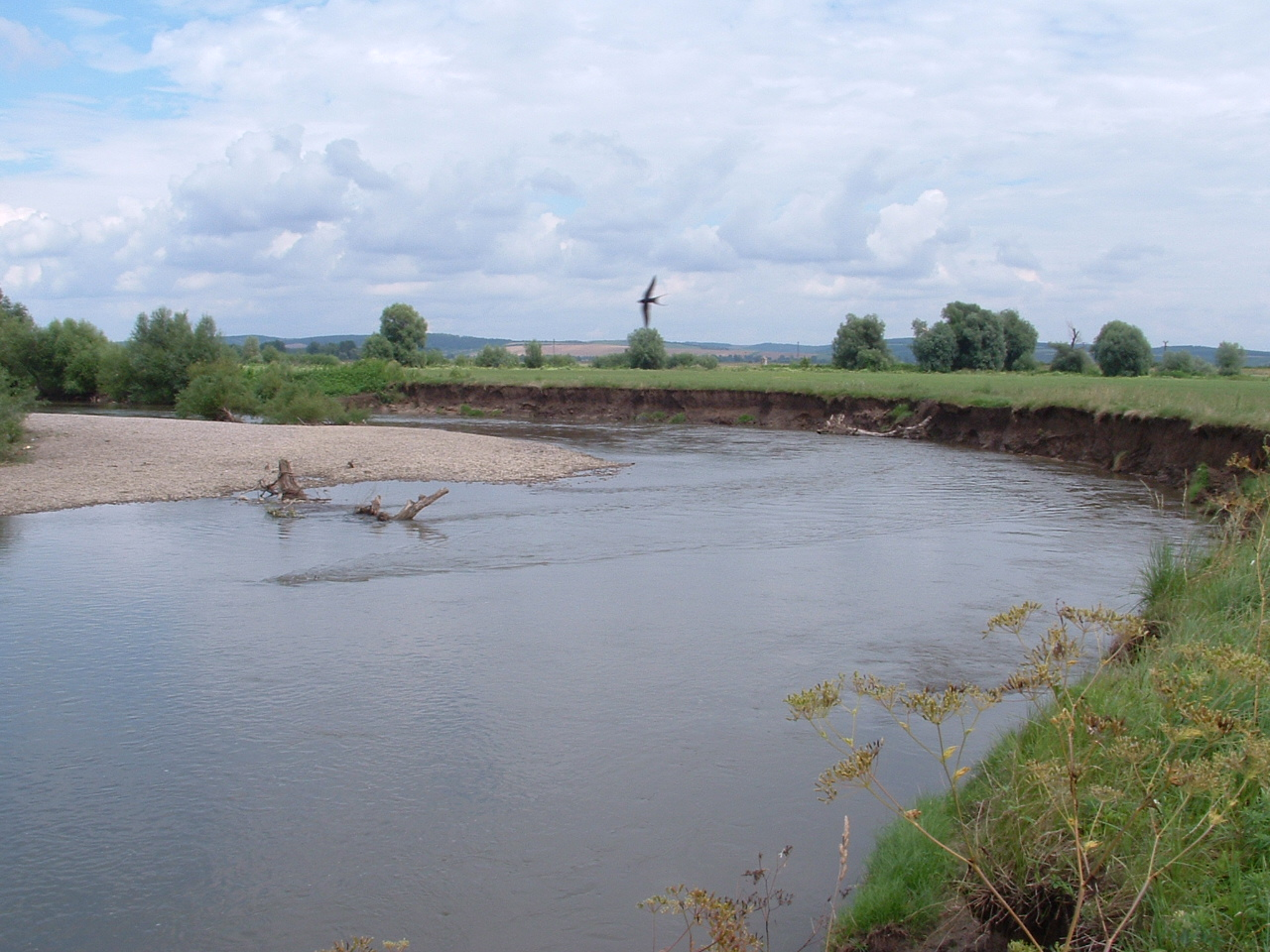
Dolní tok u města Sajószentpéter
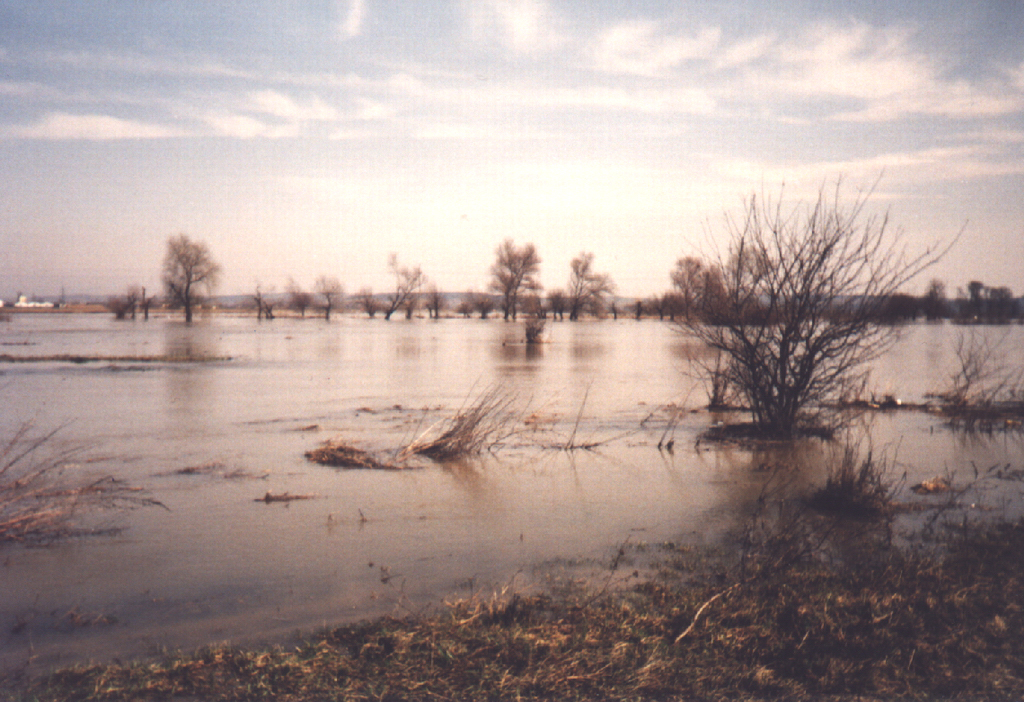
Povodeň u Sajószentpéteru
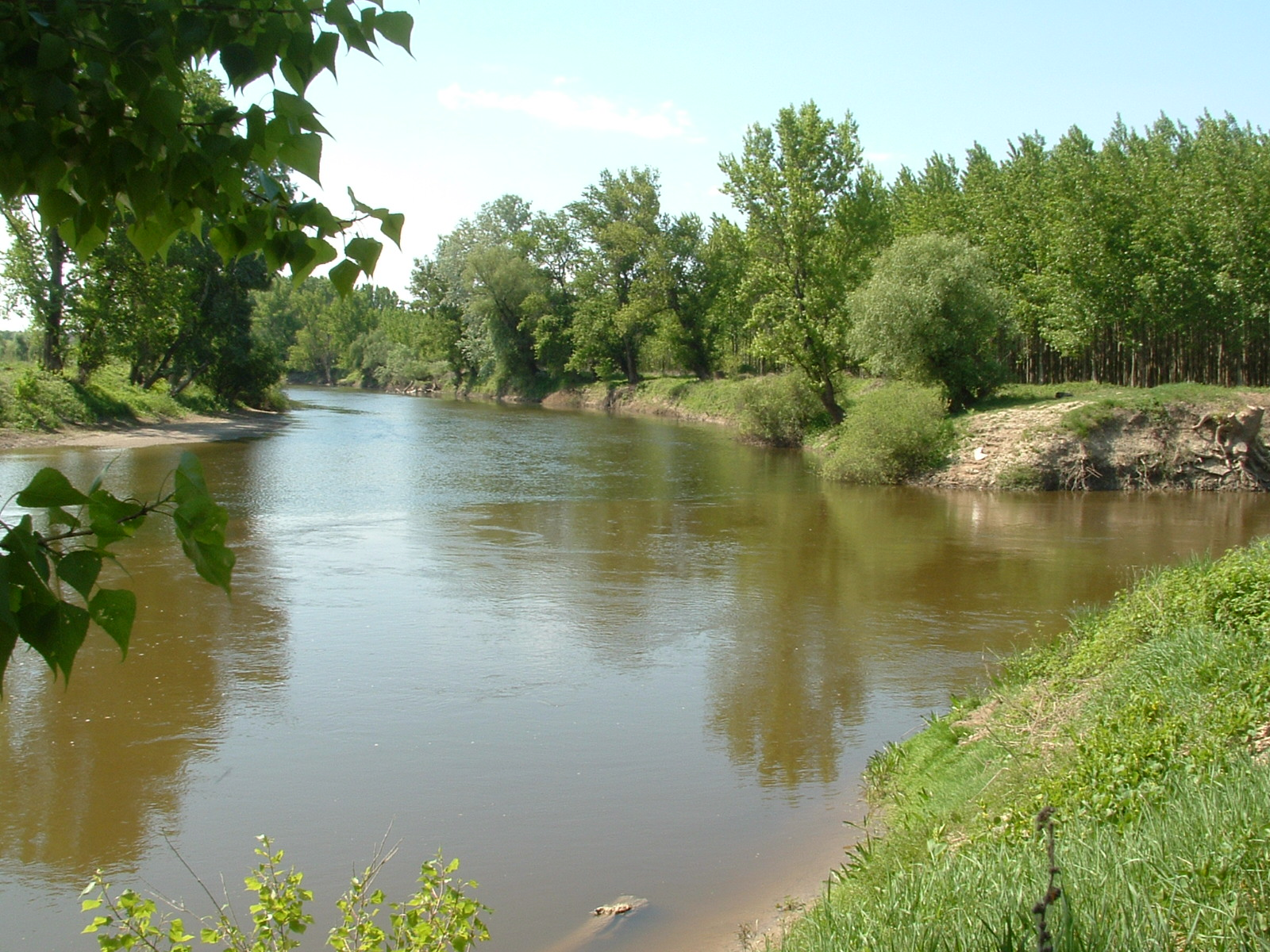
Soutok Slané a Hornádu (vpravo)
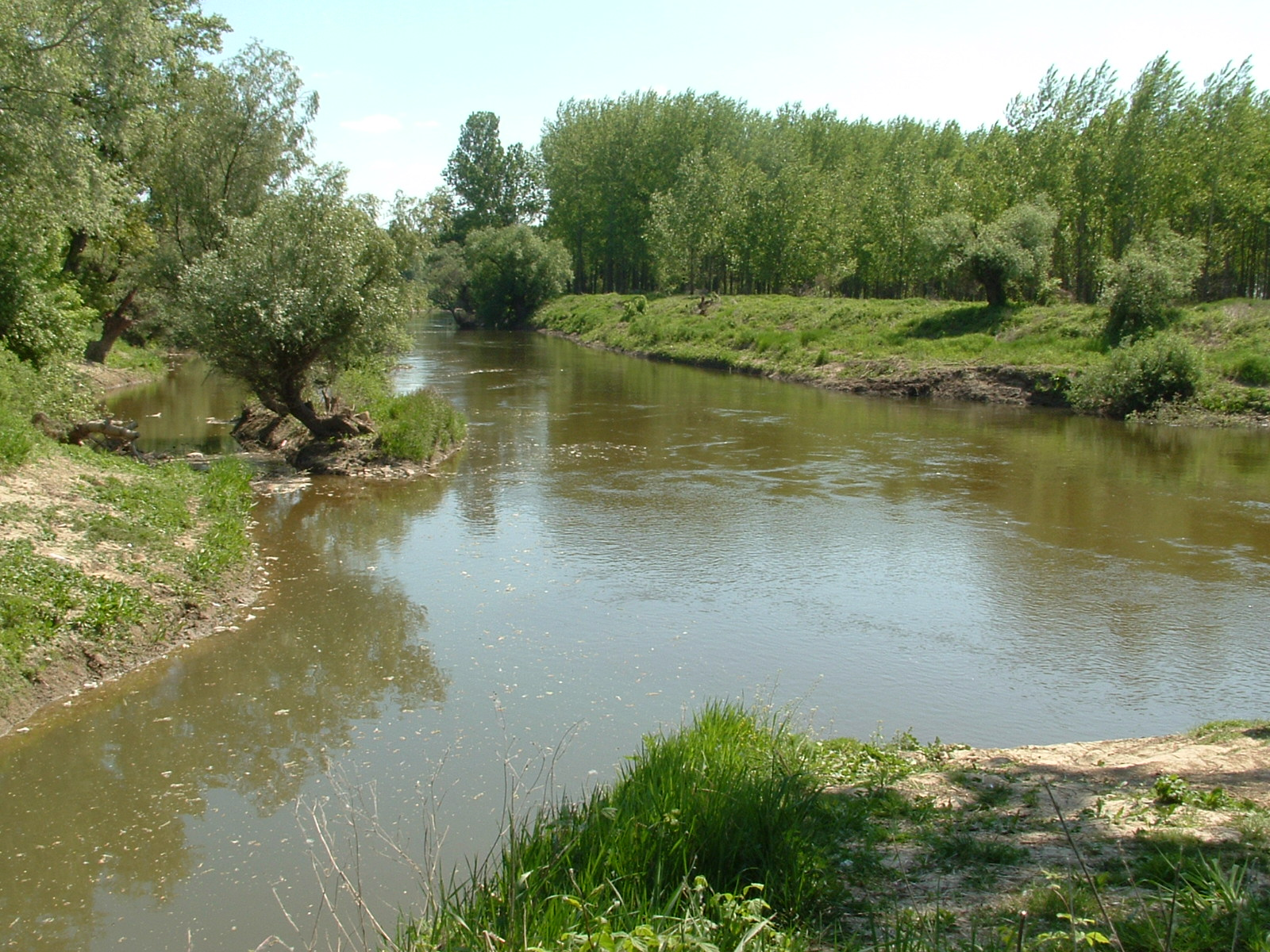
Přítok Takty (zleva), původní soutok s Tisou